# Boischampré
Boischampré ist eine französische Gemeinde mit 1.173 Einwohnern (Stand 1. Januar 2022) im Département Orne in der Region Normandie. Sie gehört zum Arrondissement Argentan und ist Mitglied im Gemeindeverband Terres d’Argentan Interco.
Sie entstand mit Wirkung vom 1. Januar 2015 als Commune nouvelle durch die Zusammenlegung der ehemaligen Gemeinden Marcei, Saint-Christophe-le-Jajolet, Saint-Loyer-des-Champs und Vrigny, die in der neuen Gemeinde den Status einer Commune déléguée haben. Der Verwaltungssitz befindet sich im Ort Saint-Christophe-le-Jajolet.

## Gliederung
| Commune déléguée                              | ehemaliger INSEE-Code | Fläche (km²) | Einwohnerzahl zum 1. Januar 2022 |
| --------------------------------------------- | --------------------- | ------------ | -------------------------------- |
| Saint-Christophe-le-Jajolet (Verwaltungssitz) | 61375                 | 12,07        | 236                              |
| Marcei                                        | 61249                 | 10,59        | 203                              |
| Saint-Loyer-des-Champs                        | 61417                 | 10,29        | 365                              |
| Vrigny                                        | 61511                 | 13,45        | 369                              |

## Geografie

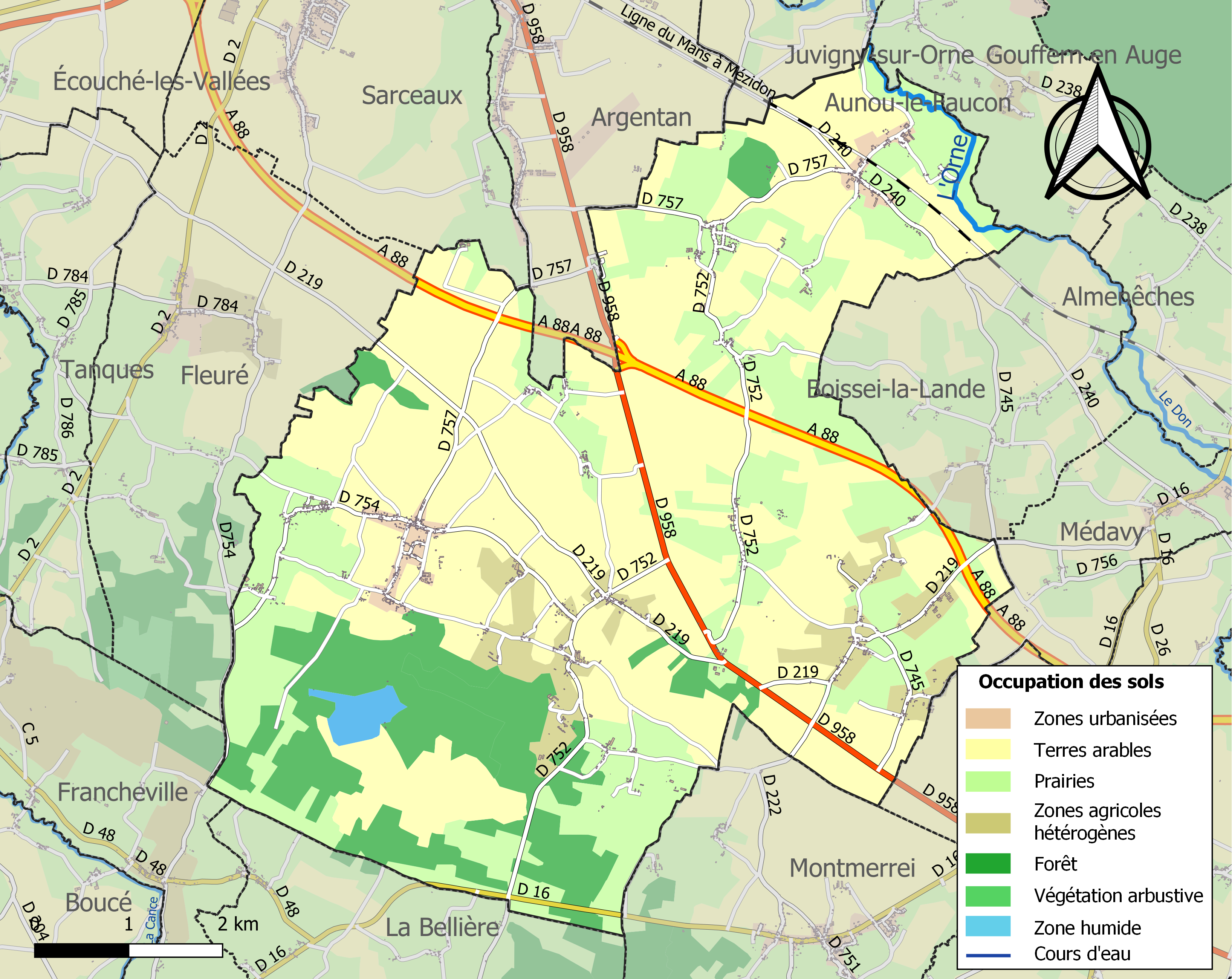
Bodennutzung, Hydrografie und Infrastruktur der Gemeinde (2018)

Boischampré liegt etwa neun Kilometer südsüdöstlich von Argentan und etwa 27 Kilometer nordnordwestlich von Alençon im Osten der Région naturelle Pays d’Houlme. Die Orne und ihre Seitenarme strömen entlang der nordöstlichen Gemeindegrenze. Die Baize, ein linker Nebenfluss der Orne, entspringt in Saint-Christophe-le-Jajolet und durchquert das Gebiet der Commune nouvelle von Süd nach Nord. Das Zentrum von Boischampré in Saint-Christophe-le-Jajolet liegt auf einer Höhe von etwa 175 m. Das Relief des Gebiets fällt im Norden an der Orne leicht auf 157 m ab und steigt im Süden in der Breite über 260 m an.
Die Ortsgebiete von Vrigny und Saint-Christophe-le-Jajolet im Süden der Gemeinde sind Teil des Regionalen Naturparks Normandie-Maine. In dem Waldgebiet sind drei kleinere Weiher eingelagert, der Étang de Moncel, der Étang de Vrigny und der Étang des Rosses. Teile des Gebiets von Boischampré gehören zu den Natura 2000-Schutzgebieten „Haute vallée de l'Orne et affluents“ (FR2500099) und „Sites d’Écouves“ (FR2500100) sowie von sechs ZNIEFF-Naturzonen. 85 % der Fläche der Gemeinde werden landwirtschaftlich genutzt, rund 13 % sind bewaldet, rund 1 % entfällt auf bebaute Flächen, rund 1 % auf Gewässer (Stand: 2018).
Umgeben wird Boischampré von den Nachbargemeinden Sarceaux im Norden und Nordwesten, Argentan und Juvigny-sur-Orne im Norden, Aunou-le-Faucon im Nordosten, Boissei-la-Lande und Médavy im Osten, Mortrée im Osten und Südosten, Montmerrei im Süden und Südosten, La Bellière im Süden, Francheville im Südwesten sowie Fleuré im Westen.

## Sehenswürdigkeiten

### Marcei
- Kirche Saint-Ouen
- Herrenhaus La Baronnie  aus dem 15. Jahrhundert, Fassaden und Dächer seit 1972 als Monument historique eingeschrieben

### Saint-Christophe-le-Jajolet
- Kirche Saint-Christophe aus dem 19. Jahrhundert
- Schloss Sassy, im 18. Jahrhundert neu gebaut, seit 1932 in Teilen als Monument historique eingeschrieben oder klassifiziert

### Saint-Loyer-des-Champs
- Kirche Saint-Loyer aus dem 14. Jahrhundert
- Kapelle Saint-Loyer
- Schloss Tercey aus dem 18. Jahrhundert
- Ehemalige Wassermühle von Tercey an der Orne, Fassaden und Dächer sowie Mechanik im Inneren seit 1995 als Monument historique eingeschrieben

### Vrigny
- Kirche Saint-Martin

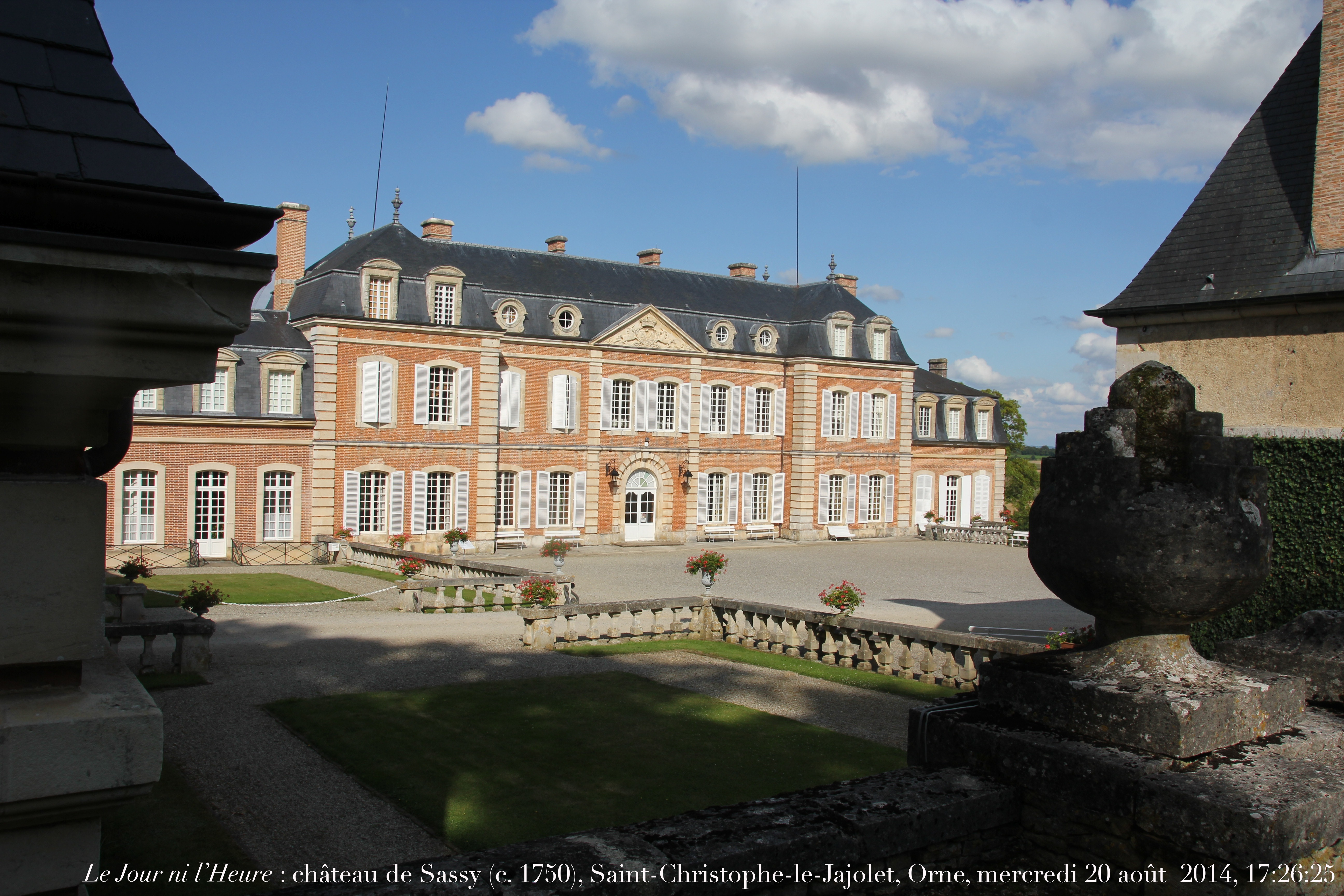
Schloss Sassy
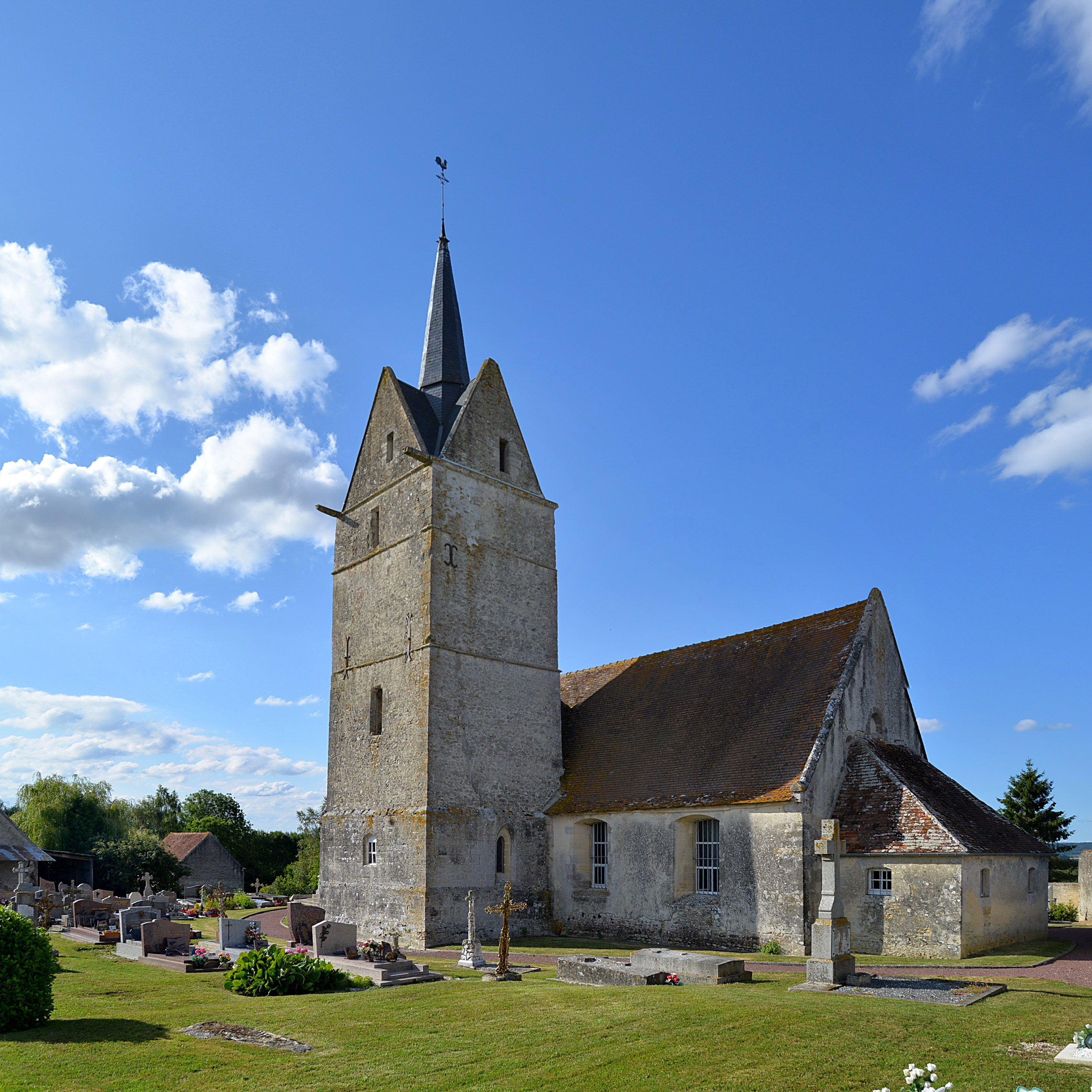
Kirche Saint-Loyer
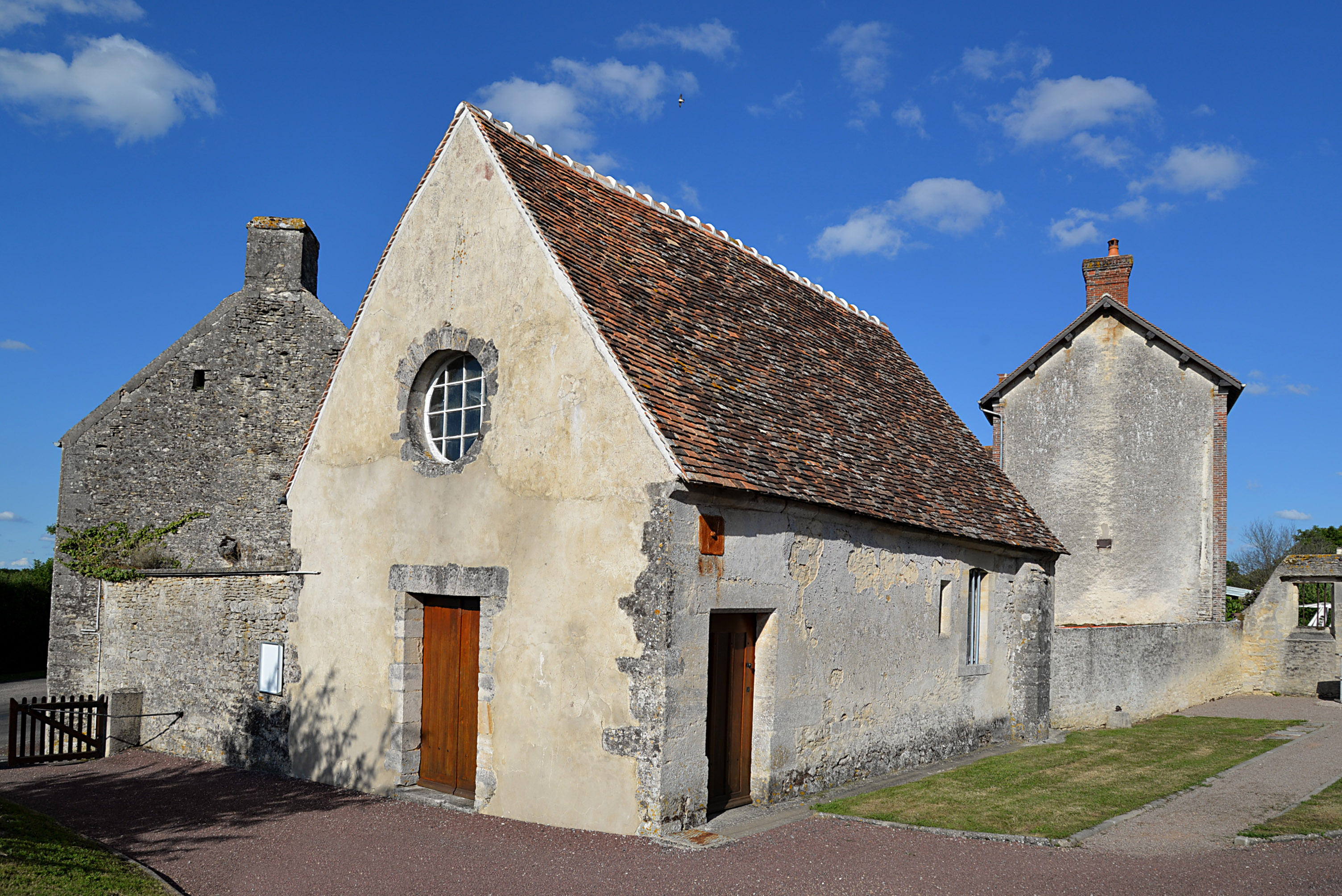
Kapelle Saint-Loyer
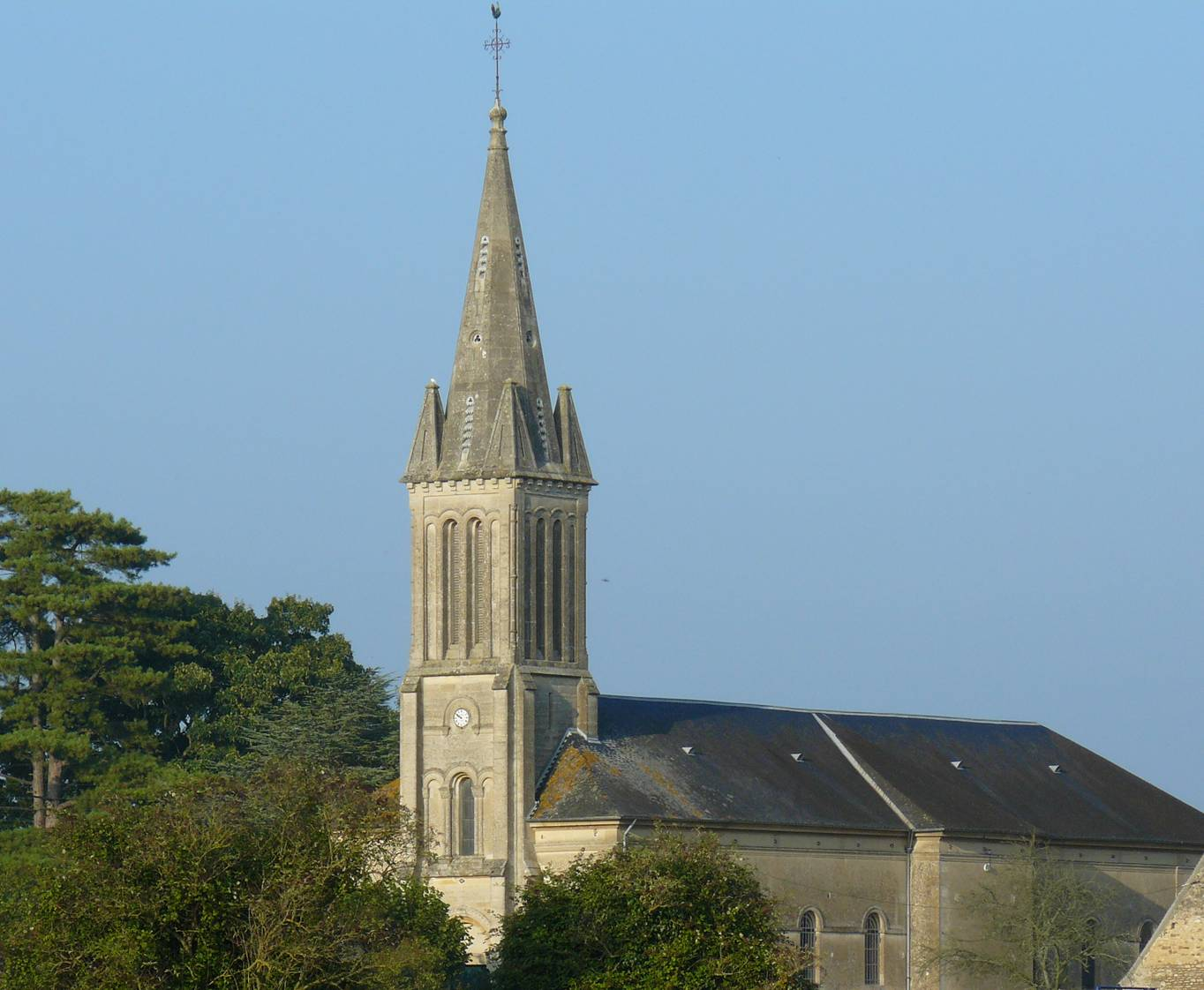
Kirche Saint-Martin

## Verkehr
Die Autoroute A88 von Falaise nach Sées durchquert das mittlere Gemeindegebiet von West nach Ost mit der Anschlussstelle 14 an der Gemeindegrenze zu Argentan. Dort kreuzt sie die Departementsstraße D 958, die ehemalige Route nationale 158 von Caen nach Tours aus Richtung Argentan kommend. Die nachgeordneten Departementsstraßen D 219, D 752, D 754, D 757 sowie lokale Landstraßen verbinden das Zentrum mit den Weilern der Gemeinde und den Nachbargemeinden. 